# Tatranský pohár 1977
 Třicátý ročník Tatranského poháru  v ledním hokeji se konal od 7. do 12. 9. 1977 v Popradu. Turnaje se zúčastnila pět mužstev, která se utkala jednokolově systémem každý s každým.

## Výsledky a tabulka
|    |                     | TCH  | VSŽ | GDR  | POP | OSL  | V | R | P | Skóre | B |
| 1. | ČSSR                | ***  | 4:3 | 7:1  | 5:0 | 21:1 | 4 | 0 | 0 | 37:5  | 8 |
| 2. | VSŽ Košice          | 3:4  | *** | 8:2  | 0:3 | 8:3  | 2 | 0 | 2 | 19:12 | 4 |
| 3. | výběr NDR           | 1:7  | 2:8 | ***  | 8:2 | 12:1 | 2 | 0 | 2 | 23:18 | 4 |
| 4. | LVS Poprad          | 0:5  | 3:0 | 2:8  | *** | 8:1  | 2 | 0 | 2 | 13:14 | 4 |
| 5. | Manglerud Star Oslo | 1:21 | 3:8 | 1:12 | 1:8 | ***  | 0 | 0 | 4 | 6:49  | 0 |

- Zápas Československa a NDR není považován za oficiální.

 Manglerud Star Oslo -  výběr NDR 1:12 (0:5, 0:3, 1:4)
7. září 1977 – Poprad

Branka Manglerud Star: Einarsbol. 

Branky NDR: 3x Rolf Bielas, 2x Reinhardt Fengler, 2x Dieter Frenzel, Peter Slapke, Reiner Patschinski, Roland Peters, Dieter Simon, Joachim Stasche.

Rozhodčí: Alexander Aubrecht (TCH) - Milan Mišura (TCH), František Martinko (TCH) 

Vyloučení: 3:2
Oslo: Jørn Goldstein - Amundsen, Rune Molberg, Hellerud, Per-Øivind Myhrene, Clarke, Melvold - Tom Røymark, Haraldson, John Trygg - Hermansen, Stein Tomtum, Larsen - Olimb, Heel, Einarbol.
NDR: Wolfgang Kraske - Frank Braun, Dieter Simon, Detlef Mark, Dietmar Peters, Dieter Frenzel, Klaus-Rüdiger Schröder - Rolf Bielas, Eckhard Scholz, Peter Slapke - Reiner Patschinski, Roland Peters, Joachim Stasche - Friedhelm Bögelsack, Gerhard Müller, Reinhardt Fengler.
 Československo –  VSŽ Košice	4:3 (3:0, 1:3, 0:0)
7. září 1977 – Košice

Branky Československa: 3. Jiří Bubla, 5. Marián Šťastný, 10. Vladimír Martinec, 40. Ivan Hlinka.

Branky Košic: 24. Milan Mažgut, 25. Peter Filipovič, 29. Ľubomír Divulit.

Rozhodčí: Jiří Adam (TCH) - Ján Macho (TCH), Ján Poracký (TCH)

Vyloučení: 4:6 (1:0) 
ČSSR: Jiří Holeček (30. Jiří Králík) - František Kaberle, Milan Chalupa, Jiří Bubla, Milan Kajkl, Miroslav Dvořák, Ľubomír Roháčik, Jan Zajíček, František Joun - Vladimír Martinec, Milan Nový, Bohuslav Ebermann - Libor Havlíček, Ivan Hlinka, Josef Augusta - Marián Šťastný, Peter Šťastný, Jaroslav Pouzar - František Černík, Václav Sýkora, Pavel Richter.
Košice: Pavol Svitana - Ján Šterbák, Karel Čapek, Pavol Bačiak, Marián Repaský, František Kolláth, Šabata - František Smerčiak, Bedřich Brunclík, Peter Filipovič - Dušan Ludma, Anton Lach, Jozef Markovič - Pavol Zábojník, Milan Mažgut, Róbert Gold - Ľubomír Divulit, Anton Spišak.
 Československo –  LVS Poprad 	5:0 (0:0, 1:0, 4:0)
8. září 1977 – Poprad

Branky Československa: 21. Bohuslav Ebermann, 51. Bohuslav Ebermann, 47. Vladimír Martinec, 44. Libor Havlíček, 56. Milan Nový.

Rozhodčí: Alexander Aubrecht (TCH) - Milan Mišura (TCH), František Martinko (TCH) 

Vyloučení: 2:3 (využití 0:0)
ČSSR: Jiří Králík (30. Marcel Sakáč) – Jiří Bubla, Milan Kajkl, František Kaberle, Milan Chalupa, Miroslav Dvořák, Ľubomír Roháčik, Jan Zajíček, František Joun - Libor Havlíček, Ivan Hlinka, Josef Augusta - Vladimír Martinec, Milan Nový, Bohuslav Ebermann - Marián Šťastný, Peter Šťastný, Jaroslav Pouzar - František Černík, Václav Sýkora, Pavel Richter.
LVS Poprad: Dušan Sidor (54. Ján Filc) – František Štolc, Ján Lojda, Jozef Kikta, Jozef Benko, Ján Faith, Marián Kečka – Jozef Šeliga, Milan Halahija, Jozef Anderko – Milan Bobovský, Ján Kostúr, Peter Brtáň – Marián Hudák, Jozef Skokan, Vladimír Mrukvia – Peter Korvín, Eugen Saloň, František Vojsovič.

 Manglerud Star Oslo -  VSŽ Košice 3:8 (0:2, 0:3, 3:3)
8. září 1977 – Košice

Branka Manglerud Star: Per-Øivind Myhrene, Larsen, Hellerud.

Branky Košic: 3x Róbert Gold, Anton Lach, Pavol Zábojník, Anton Spišak, Peter Filipovič, Jozef Markovič.

Rozhodčí: Jiří Adam (TCH) - Slavomír Caban (TCH), Jozef Kriška (TCH)
 VSŽ Košice -  výběr NDR 8:2 (4:0, 3:2, 1:0)
9. září 1977 – Košice

Branky Košic: 2x Dušan Ludma, 2x Jozef Markovič, Ľubomír Divulit, Anton Spišak, Marián Repaský, Ján Šterbák.

Branky NDR: Joachim Stasche, Klaus-Rüdiger Schröder, 

Rozhodčí: Libor Jursa (TCH) - Slavomír Caban (TCH), Jozef Kriška (TCH)

Vyloučení: 8:8 z toho Svitana, Peter Slapke a Joachim Stasche na 10 minut.
 LVS Poprad -  Manglerud Star Oslo 8:1 (4:1, 1:0, 3:0)
9. září 1977 – Poprad

Branky Popradu: Peter Brtáň, Peter Korvín, Marian Kečka, Jozef Anderko, Eugen Saloň, František Štolc, Marian Hudák, Jan Faith.                             

Branka Manglerud Star: Olimb.

Rozhodčí: Vladimír Šubrt (TCH) - Ján Macho (TCH), Ján Poracký (TCH)

Vyloučení: 7:10 navíc Ganer (Oslo) na 5 minut.
 LVS Poprad -  výběr NDR 2:8 (0:3, 1:1, 1:4)
10. září 1977 – Poprad

Branky Popradu: František Štolc, Jan Faith. 

Branky NDR: 3x Gerhard Müller, 2x Reiner Patschinski, Reinhardt Fengler, Roland Peters, Peter Slapke.

Rozhodčí: Vladimír Šubrt (TCH) - Ivan Šutka (TCH), Jozef Vrábel (TCH)

Vyloučení: 10:9 (1:2) navíc Roland Peters na 10 minut.
 Československo –  Manglerud Star Oslo 21:1 (5:0, 8:1, 8:0)
10. září 1977 – Poprad

Branky Československa: 3x Milan Nový, 3x Marián Šťastný, 2x Vladimír Martinec, 2x František Černík, 2x Ivan Hlinka, 2x Josef Augusta, 2x Jaroslav Pouzar, Václav Sýkora, Jiří Bubla, Jan Zajíček, Peter Šťastný, Libor Havlíček.

Branka Manglerud Star: Melvold.

Rozhodčí: Ivo Filip (TCH) - Ján Macho (TCH), Ján Poracký (TCH)

Vyloučení: 2:2 (2:0)
ČSSR: Marcel Sakáč (30. Jiří Holeček) –Jiří Bubla, Milan Kajkl, František Kaberle, Milan Chalupa, Miroslav Dvořák, Ľubomír Roháčik, Jan Zajíček, František Joun – Libor Havlíček, Ivan Hlinka, Josef Augusta – Vladimír Martinec, Milan Nový, Bohuslav Ebermann – Marián Šťastný, Peter Šťastný, František Černík – Václav Sýkora, Novák.
 LVS Poprad -  VSŽ Košice 3:0 (1:0, 1:0, 1:0)
11. září 1977 – Poprad

Branky Popradu: 2x Jan Kostúr, Milan Mrukvia

Rozhodčí: Ivo Filip (TCH) - František Martinko (TCH), Milan Mišura (TCH)

Vyloučení: 6:6
 Československo –  výběr NDR	7:1 (1:0, 2:0, 4:1)
11. září 1977 – Poprad

Branky Československa: 3. Pavel Richter, 24. Bohuslav Ebermann, 28. Vladimír Martinec, 42. Zajíček, 45. František Kaberle, 56. Vladimír Martinec, 58. Milan Nový.

Branky NDR: 47. Reinhardt Fengler.

Rozhodčí: Vladimír Šubrt (TCH) - Ivan Šutka (TCH), Jozef Vrábel (TCH)

Vyloučení: 7:7 (využití 1:0)
ČSSR: Jiří Králík (30. Marcel Sakáč) - František Kaberle, Milan Chalupa, Jiří Bubla, Milan Kajkl, Jan Zajíček, František Joun, Miroslav Dvořák, Ľubomír Roháčik - Vladimír Martinec, Milan Nový, Bohuslav Ebermann – Libor Havlíček, Ivan Hlinka, Josef Augusta – Marián Šťastný, Peter Šťastný, Jaroslav Pouzar - František Černík, Václav Sýkora, Pavel Richter.
NDR: Wolfgang Kraske - Dieter Frenzel, Klaus-Rüdiger Schröder, Frank Braun, Dieter Simon - Detlef Mark, Peter Slapke, Rolf Bielas - Roland Peters, Joachim Stasche, Reiner Patschinski - Friedhelm Bögelsack, Gerhard Müller, Reinhardt Fengler.